# 470. pehotni polk (Wehrmacht)
Za druge 470. polke glejte 470. polk.
470. pehotni polk (izvirno nemško Infanterie-Regiment 470) je bil eden izmed pehotnih polkov v sestavi redne nemške kopenske vojske med drugo svetovno vojno.

## Zgodovina
Polk je bil ustanovljen 26. avgusta 1939 kot polk 4. vala v WK V iz nadomestnih bataljonov 36, 57 in 116; polk je bil dodeljen 260. pehotni diviziji. 
21. oktobra 1940 je bil III. bataljon izvzet iz sestave in dodeljen 420. pehotnemu polku.
15. oktobra 1942 je bil polk preimenovan v 470. grenadirski polk.